# Rita Rit.
Rita Rit.（リタ・リタルダント、別称：リタ・リット）は、かつて存在していた日本の二人組ユニットである。アーティスト名はRita（女性名）とRit.（リット。音楽記号で"段々ゆっくりと"の意味）を合わせたものである。1996年4月1日結成（結成時ユニット名はMargarita Ritardando）。1999年7月に東芝EMIよりメジャー・デビュー（「ハピネス」発売と同時に改名）。2000年12月に活動停止。2009年瀬名俊介がブルーマンデーFMを結成しアルバムを発表。

## メンバー
- Rie - Vocal
- 瀬名俊介 - Guitar, Chorus, Programming, Keyboard
  - 1982年 - 作詞・作曲活動開始
  - 1992年 - ベルギーから帰国。
  - 1998年 - 東京大学卒
  - 別名 : SENAX

## ディスコグラフィー

### シングル
1. Undo（1999年7月7日）
  1. Undo
  2. Beat Poet
  3. Sunday Cookie Sunday
2. ハピネス（1999年10月8日）
  1. ハピネス（ヤマザキナビスコ「オレオ」CMソング、CTV『ろみひー』エンディング曲）
  2. ナラナイデンワ
  3. マルガリータ
3. 冬・メリーゴーランド（1999年12月22日）
  1. 冬・メリーゴーランド（「サンクス」CMソング）
    1. 作曲：パッパラー河合

  2. Super Friday
4. Eyes（2000年12月6日）
  1. Eyes（三洋電機「家族会議」CMソング）
  2. Everything about the Girl
  3. Natalie Life